# Pillars of Eternity
Pillars of Eternity – komputerowa gra fabularna stworzona przez studio Obsidian Entertainment, wydana w 2015 roku przez Paradox Interactive na platformy Microsoft Windows, macOS, Linux. Gra została zapowiedziana na stronie firmy we wrześniu 2012. Po kilku dniach rozpoczęto zbiórkę pieniędzy w serwisie Kickstarter, gdzie zgromadzono 3,9 miliona dolarów. Produkt powstał przy użyciu silnika Unity.
Akcja gry rozgrywa się w fikcyjnym świecie zwanym Eora. Historia skupia się na mieszkańcach Jelenioborza, którzy rodzą się bez duszy. Na początku rozgrywki gracz przez przypadek zyskuje umiejętność czytania dusz innych osób. Celem gry jest pojęcie w jaki sposób zyskał nową zdolność i zbadanie problemu zaginionych dusz.
Gra została przyjęta pozytywnie. Chwalono ambitną historię i połączenie starych mechanik z nowymi rozwiązaniami. W ciągu roku od premiery sprzedano ponad 700 tysięcy egzemplarzy. Do gry wydano dodatek Pillars of Eternity: The White March, który został podzielony na dwie części. Pierwsza z nich została wydana 25 sierpnia 2015, a druga 16 lutego 2016 roku. W 2018 wydano kontynuację, Pillars of Eternity II: Deadfire.

## Fabuła

### Świat
Akcja gry toczy się na fikcyjnej planecie Eora w regionie zwanym Wschodnimi Rubieżami. Na tym świecie każda istota posiada własną duszę, która po śmierci właściciela wędruje do cyklu i podczas procesu reinkarnacji trafia do kogoś innego. Każda z dusz zawiera wspomnienia z poprzednich żyć. U ludzi zwanych Widzącymi ujawniała się zdolność odczytywania dusz i zawartych w nich wspomnień. Na kilkanaście lat przed wydarzeniami z gry, dzieci w krainie, zwanej Jelenioborzem, zaczęły rodzić się bez duszy. Po namyśle postanowiono dzieciom wszczepić dusze zwierząt, jednak gdy weszły w wiek dojrzewania, zwierzęca natura się ujawniła, co spowodowało chaos w okolicznych wioskach. Akcja gry rozpoczyna się w roku 2823.

### Streszczenie
Główny bohater jest cudzoziemcem, który przybywa razem z karawaną do Jelenioborza. Ich grupa jest świadkiem tajemniczej burzy, która zabija większość osób. Szukając schronienia w pobliskiej jaskini, postać gracza trafia na kultystów przeprowadzających rytuał na maszynie, która może pobierać dusze z ciał istot. W wyniku tego spotkania, protagonista staje się Widzącym, osobą mogącą odczytywać dusze innych.
Jelenioborze jest ciągle przeklęte, a dzieci rodzą się bez duszy. Wielu ludzi wini animantów, naukowców badających dusze. Protagonista wędruje do Zatoki Buntu. Tam, po odnalezieniu siedziby bractwa, Widzący odkrywa, że dusze zostały skradzione przez bractwo Ołowianego Klucza, prowadzone przez Thaosa. Ujawnia te fakty publicznie, lecz jego wysiłki zostają zniweczone przez przywódcę bractwa, który doprowadza do zamieszek.
Obserwator w poszukiwaniu Thaosa trafia do miasta Bliźniacze Wiązy i poznaje szczegóły jego planów. Jest on ostatnim członkiem grupy starożytnych animantów, którzy stworzyli bogów. Jego zadaniem jest utrzymanie tej wiedzy w tajemnicy, tak żeby ludzie nie przestali w nich wierzyć. Protagonista ostatecznie zabija Thaosa. Los uwięzionych dusz zależy od wyboru gracza.

## Rozgrywka
Pillars of Eternity jest komputerową grą fabularną, w której gracz steruje drużyną bohaterów widzianą z rzutu izometrycznego. Rozgrywka rozpoczyna się od stworzenia własnej postaci poprzez wybór między innymi rasy, klasy czy wyglądu. Gracz może posiadać maksymalnie sześć osób w swojej drużynie. Podczas gry możliwa jest rozmowa z napotkanymi osobami. Niektóre z nich mogą zlecić graczowi zadania. Za zabijanie potworów i wykonywanie misji postać jest nagradzana nowymi przedmiotami i punktami doświadczenia.
Walka odbywa się w czasie rzeczywistym, dzięki czemu gracz może użyć aktywnej pauzy i zaplanować kolejne ruchy dla każdej z postaci. W trakcie rozgrywki postać może objąć w posiadanie twierdzę, którą może zarządzać. Istnieje także system rzemiosła, który pozwala na tworzenie nowych przedmiotów lub ulepszanie obecnych.
Produkcja oferuje również specjalne tryby rozgrywki, przeznaczone dla doświadczonych graczy. Są to tryb ekspercki wyłączający wyświetlanie podstawowych elementów, takich jak progi obrażeń i modyfikatory reputacji; żelazną próbę, w której śmierć drużyny jest równoznaczna z zakończeniem wędrówki, bez możliwości wczytania zapisanego stanu gry i ścieżkę potępionych zwiększającą poziom trudności gry.

## Produkcja

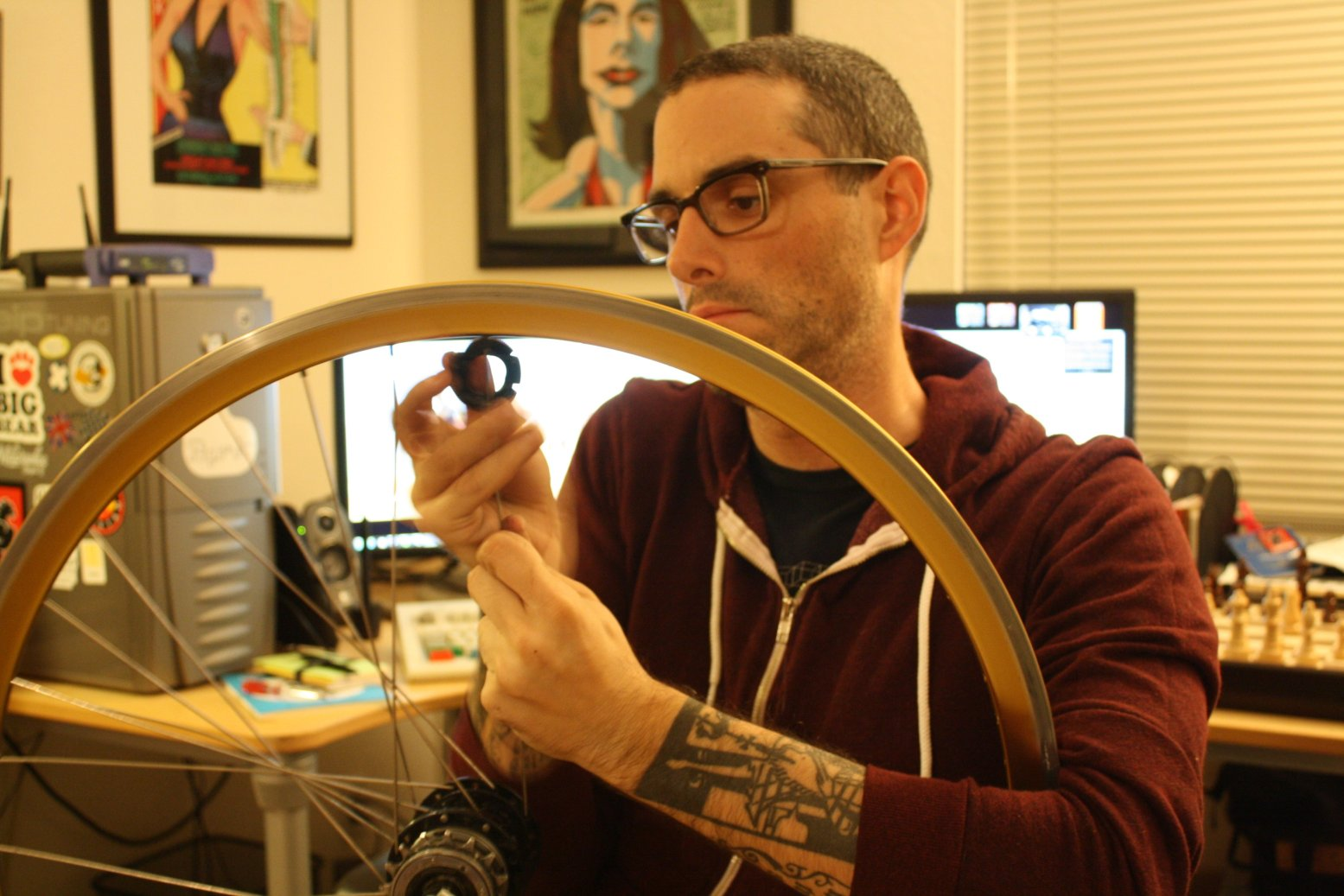
Josh Sawyer, reżyser gry

10 września 2012 na stronie Obsidian Entertainment pojawiła się informacja o nowej grze „Project X”. Cztery dni później wystartowała kampania w serwisie Kickstarter, a gra została roboczo nazwana Project Eternity. W trakcie zbiórki zapowiedziano, że pół roku po premierze gry zostanie do niej wydany dodatek. 16 października 2012 zakończyła się kampania, podczas której udało się zebrać 3,9 miliona dolarów. Jednocześnie pobito rekord na największą sumę zebranych pieniędzy na grę komputerową. Pillars of Eternity czerpie inspirację z gier izometrycznych na silniku Infinity Engine, takich jak Baldur’s Gate, Icewind Dale oraz Planescape: Torment. Podobnie jak w przypadku tych tytułów, grę charakteryzują ręcznie rysowane obszary, osobista historia bohatera, system walki z aktywną pauzą oraz świat zachęcający do eksploracji.
Do produkcji gry wykorzystano silnik Unity. W kwietniu 2013 roku zaprezentowano demo technologiczne prezentujące dynamiczne oświetlenie i wygląd otoczenia. 10 grudnia 2013 studio poinformowało o zmianie tytułu gry na Pillars of Eternity. W marcu 2014 roku ujawniono, że gra zostanie wydana przez Paradox Interactive, przy czym Obsidian zachowa prawa do własności intelektualnej. Testy wersji beta rozpoczęły się 18 sierpnia 2014 roku.
17 marca 2015 roku produkcja została zakończona, a gra trafiła do tłoczni. Poza edycją standardową wydano też kilka kolekcjonerskich, które zawierały między innymi mapę świata, podkładkę pod mysz, dostęp do beta testów czy nowelę autorstwa Chrisa Avellone.
Po premierze gry twórcy rozpoczęli prace nad dodatkiem The White March, który postanowili podzielić na dwie części. Pierwsza została wydana 25 sierpnia 2015, a druga 16 lutego 2016 roku.

## Odbiór gry
Pillars of Eternity spotkało się z pozytywnym przyjęciem krytyków, uzyskując według agregatora Metacritic średnią ocen wynoszącą 89/100. Leif Johnson, redaktor serwisu IGN, pochwalił drobiazgowo zrealizowany świat gry, ciekawą fabułę i system walki, w którym pojedynki z przeciwnikami stanowią duże wyzwanie. Podobnego zdania był Grzegorz Bobrek z redakcji Gry-Online – docenił ciekawą historię gry i przyrównał ją do starszych tytułów studia Black Isle – Baldur's Gate i Planescape: Torment. Negatywnie wyraził się o małym znaczeniu twierdzy gracza i chaotycznej walce. Artur Cnotalski z serwisu Eurogamer.pl zauważył, że jest to gra „wbrew pozorom oferująca sporo świeżości i dziesiątki godzin świetnej zabawy na najwyższym poziomie”, a ścieżkę dźwiękową przyrównał do tej z Władcy Pierścieni.
Matt Miller z magazynu „Game Informer” opisał obszary gry jako dobrze zaprojektowane, a także pochwalił bogate w detale modele postaci. Innego zdania był Leif Johnson, uznając oprawę graficzną za przestarzałą. Uwagę Matta Millera zwróciła złożona walka, opcje uruchamiania autopauzy i zmiana poziomu trudności. Jednocześnie negatywnie wyraził się o wyszukiwaniu ścieżki. Richardowi Cobbettowi z Eurogamera zabrakło humoru w grze tworzonego np. przez Minsca w Baldur’s Gate II: Cienie Amn czy Morte w Planescape: Torment. Kontynuując swoją recenzję, otrzymane zadania uznał za zwyczajne, a napotkane postacie nie zapadły mu w pamięć. Justin Clouse z serwisu The Escapist napisał, że gra zaspokoi potrzeby osób czujących nostalgię do starszych gier cRPG. Justin pochwalił efekty rzucania czarów i uznał, że modele postaci wyglądają znacznie lepiej niż w podobnych grach. Z drugiej strony przyznał, że lokacje nie zapadają w pamięć tak jak w przypadku starszych gier.
Redakcja magazynu PC Gamer UK w 2015 roku przyznała grze 48. miejsce na liście najlepszych gier na PC. Serwis Rock, Paper, Shotgun przyznał grze nagrodę „Best RPG”. W trakcie siedmiu miesięcy od premiery sprzedano ponad pół miliona egzemplarzy z grą. Do lutego 2016 roku liczba sprzedanych kopii wzrosła do 700 tysięcy.